# Eupithecia gigantea
Eupithecia gigantea är en fjärilsart som beskrevs av Otto Staudinger 1897. Eupithecia gigantea ingår i släktet Eupithecia och familjen mätare. Inga underarter finns listade i Catalogue of Life.